# Xích đạo

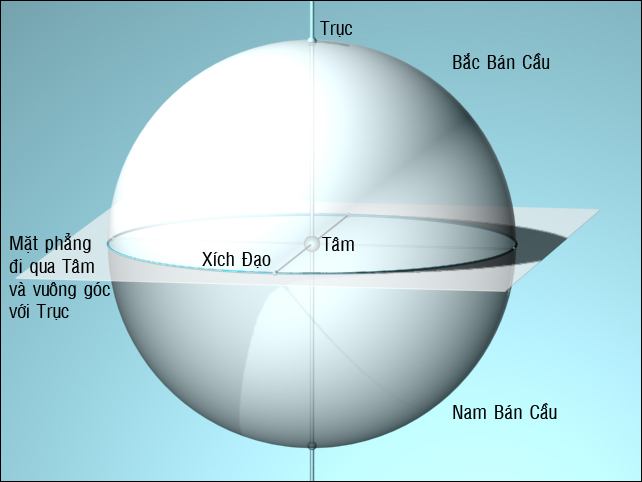
Xích Đạo là đường tưởng tượng vòng quanh Trái Đất, nằm trong mặt phẳng đi qua tâm và vuông góc với trục của Trái Đất, chia Trái Đất ra làm hai phần bằng nhau

Xích đạo (Tiếng Anh: equator, Chữ Hán: 赤道, nghĩa: con đường màu đỏ) là một đường tròn tưởng tượng được vẽ ra trên bề mặt một hành tinh (hoặc các thiên thể khác) tại khoảng cách nằm giữa hai cực. Trên Trái Đất, xích đạo chia đôi hành tinh ra thành Bắc bán cầu và Nam bán cầu. Theo định nghĩa thì vĩ độ của đường xích đạo là 0°. Độ dài xích đạo của Trái Đất là khoảng 40.075,0 km, hay 24.901,5 dặm.
Xích đạo là một trong năm vĩ tuyến chủ yếu dựa trên quan hệ giữa sự tự quay của Trái Đất với mặt phẳng quỹ đạo của nó xung quanh Mặt Trời. Ngoài ra, xích đạo là vĩ tuyến có độ dài lớn nhất.
Trong sự quan sát từ Trái Đất thì Mặt Trời trong chuyển động theo mùa của nó trên bầu trời sẽ vượt qua đường xích đạo hai lần mỗi năm vào thời điểm diễn ra tiết xuân phân và thu phân của mỗi bán cầu vào tháng 3 (khoảng ngày 21±1 tháng 3) và tháng 9 (khoảng ngày 22±1 tháng 9) hàng năm. Tại xích đạo, các tia nắng từ Mặt Trời khi đó chiếu vuông góc với bề mặt Trái Đất.
Các khu vực gần đường xích đạo có sự thay đổi độ dài của ngày và đêm theo mùa là ít nhất, chỉ dao động trong khoảng thời gian vài phút trong cả năm.

## Khí hậu vùng xích đạo
Trong nhiều khu vực ở vùng xung quanh xích đạo người ta chỉ xác định có hai mùa là mùa khô và mùa mưa, nhưng phần lớn các khu vực rất gần với xích đạo là ẩm ướt quanh năm, mặc dù các mùa có thể dao động phụ thuộc vào sự đa dạng của các yếu tố như độ cao của địa hình so với mặt biển cũng như khoảng cách tới các đại dương.

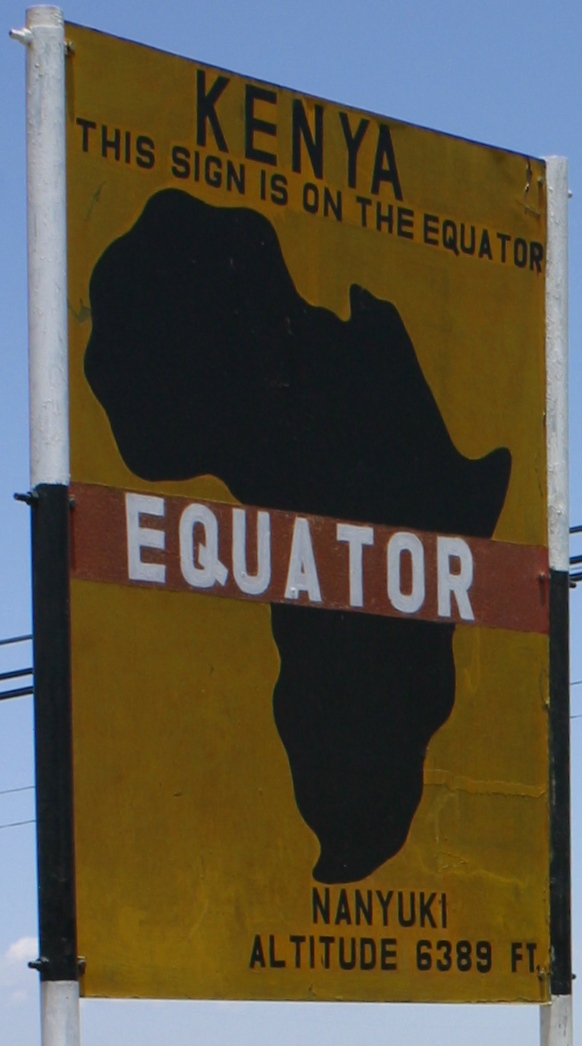
Trong các khu vực du lịch thì đường xích đạo thông thường được đánh dấu ở cạnh đường.

Bề mặt của Trái Đất tại xích đạo chủ yếu là biển.

## Các quốc gia có đường xích đạo
Đường xích đạo đi ngang qua lãnh thổ và lãnh hải của 14 quốc gia:
- São Tomé và Príncipe - có lẽ chạy ngang qua Ilhéu das Rolas, một đảo nhỏ trong quần đảo này.
- Gabon
- Cộng hòa Congo
- Cộng hòa Dân chủ Congo
- Uganda
- Kenya
- Somalia
- Maldives – có thể trượt qua mọi đảo
- Indonesia
  - Sumatra
  - Lingga và các đảo nhỏ khác gần Sumatra
  - Borneo – Kalimantan
  - Sulawesi
  - Halmahera và các đảo nhỏ khác ở quần đảo Moluccas.
- Kiribati
  - Quần đảo Gilbert – có thể trượt qua mọi đảo.
  - Quần đảo Phoenix – trượt qua gần đảo Baker
  - Line Islands – trượt qua gần đảo Jarvis
- Mỹ
  - Đảo Baker
- Ecuador
  - Quần đảo Galapagos – chạy ngang qua đảo Isabela.
  - Ecuador đại lục
- Colombia
- Brasil